# KSK Zingem
KSK Zingem is een Belgische voetbalclub uit Zingem, deelgemeente van Kruisem. De club is bij de KBVB aangesloten met stamnummer 2124 en heeft rood en wit als kleuren. Historisch gezien speelde de club jaren ook in blauw en wit, kleuren die nu bij de jeugd worden gebruikt.

## Geschiedenis
De club werd in 1934 opgericht als VC Vereenigde Vrienden Syngem. Men speelde oorspronkelijk in zwart en wit, maar in 1936 veranderde dat naar blauw en wit. De club nam aan alle kampioenschappen deel tussen 1934 en 1944, waarbij men in Tweede Gewestelijke aantrad vanaf 1937.
In 1945 kreeg de club een nieuwe identiteit, de naam werd veranderd naar SK Zingem en de clubkleuren wijzigden naar rood en wit.
Na een aantal keren pendelen tussen het tweede en het derde provinciale niveau, kreeg Zingem vanaf 1952 vaste voet aan de grond in Tweede Provinciale. De club zat daar aan zijn sportieve limiet en kwam nooit echt in aanmerking voor promotie naar het hoogste provinciale niveau.
In 1963 degradeerde de club en het zou bijna dertig jaar duren voor men naar Tweede Provinciale zou kunnen terugkeren. In deze periode moest men in vijf seizoenen zelfs in Vierde Provinciale aantreden.
In de lente van 1990 kwam de langverwachte terugkeer naar Tweede Provinciale. Eén jaar later miste Zingem zelfs nipt promotie naar Eerste Provinciale, meteen het beste resultaat uit de clubgeschiedenis.
De club bleef in Tweede Provinciale tot 1996, toen volgden zeven seizoenen Derde Provinciale, tot in 2003 de titel werd behaald in deze afdeling en Zingem opnieuw naar Tweede Provinciale mocht. De club behaalde mooie resultaten in de hogere middenmoot tot 2012, toen werd men twaalfde en een jaar later kon de degradatie niet worden ontlopen.
In 2014 dreigde een nieuwe degradatie, maar die kon worden vermeden. De club werd een van de betere teams in Derde Provinciale met vijf maal een plaats in de top vijf tussen 2015 en 2020.
Sinds 2017 treedt KSK Zingem ook met een B-elftal in provinciale afdelingen aan, in 2020 had deze afdeling drie seizoenen in Vierde Provinciale achter de rug.
Daarnaast had de club in 2019-2020 ook nog een jeugdafdeling met elf teams en een dameselftal in Eerste Provinciale.